# Metz Tagher
Metz Tagher (in armeno Մեծ Թաղլար?, "Grande quartiere", talvolta anche Metz Taghlar) o Boyuk Taghlar (in azero Böyük Tağlar) è una comunità rurale del distretto di Xocavənd in Azerbaigian, facente parte fino al 2020 della regione di Hadrowt' nella repubblica dell'Artsakh (fino al 2017 denominata repubblica del Nagorno Karabakh), prossima alle grotte di Azokh.
Secondo il censimento del 2005 contava poco più di 1 000 abitanti.

## Origini del nome
Il villaggio era conosciuto come Tag o Taglyar (in russo pre-riforma: Тагъ; Тагляръ) durante l'Impero russo. Il nome Mets Tagher deriva da due parole armene, Mets, che significa grande, e Tagh, che significa quartiere (di una città).

## Storia

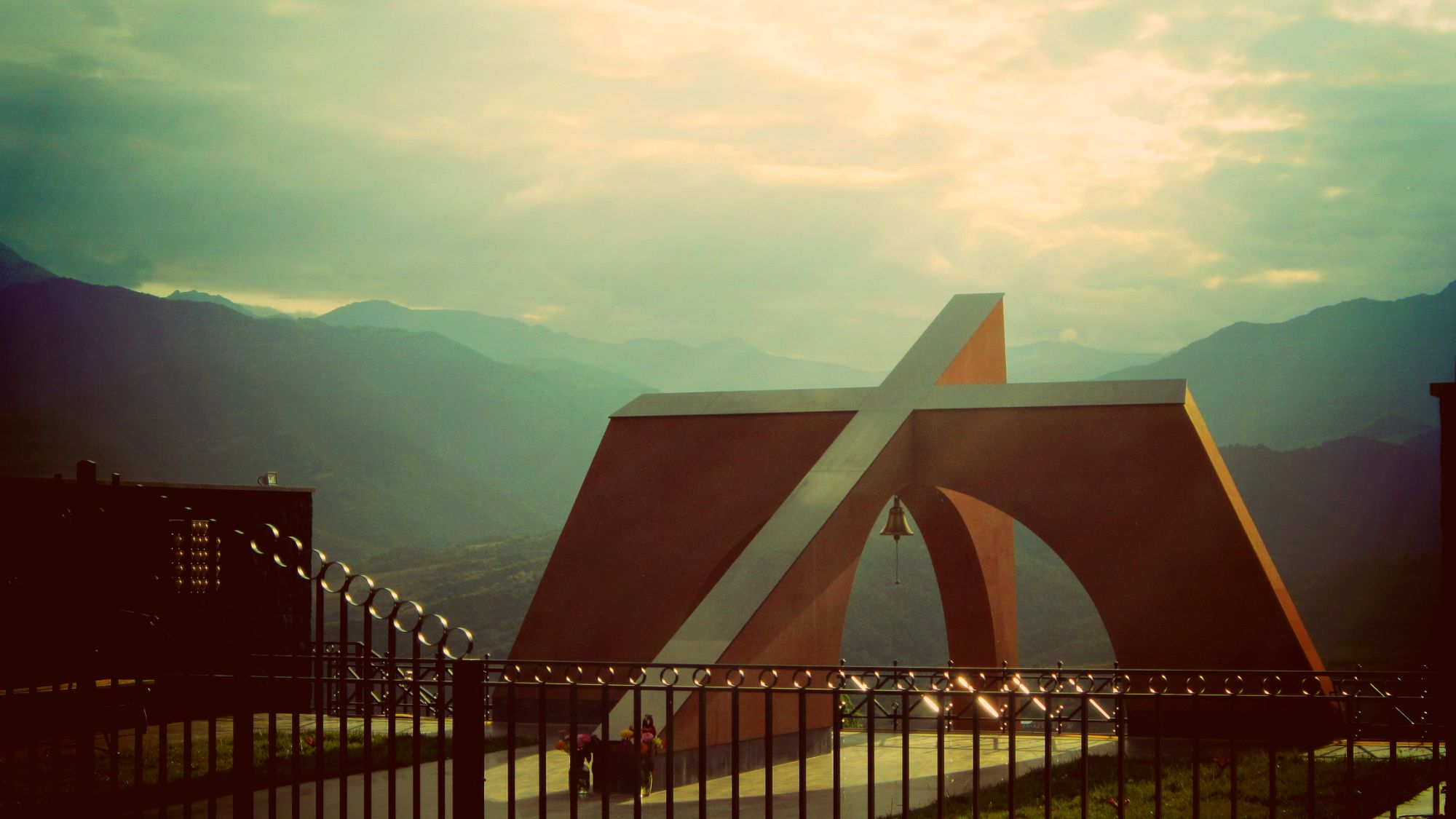

Durante l'Impero russo, Mets Taghlar faceva parte di un proprio comune rurale (сельское общество) all'interno della seconda sottocounità (uchastok) dell'uezd di Shusha del Governatorato di Elizavetpol', all'interno del Vicereame del Caucaso.
Durante il periodo sovietico, il villaggio faceva parte del Distretto di Hadrut dell'Oblast' autonoma del Nagorno Karabakh.
Il villaggio passò sotto il controllo delle forze armene durante la Prima guerra del Nagorno Karabakh, il 2 ottobre 1992, e successivamente divenne parte della regione di Hadrut della Repubblica di Artsakh. Il villaggio fu catturato dalle forze azere il 9 novembre 2020 durante la guerra del Nagorno Karabakh del 2020.

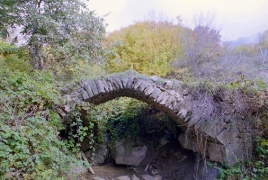
Ponte Makun di Mets Tagher.

All'inizio di maggio 2021, le immagini satellitari diffuse da Caucasus Heritage Watch, un gruppo composto da ricercatori dalle università Purdue e Cornell, mostrarono che il locale cimitero armeno dell'inizio del XIX secolo sarebbe stato distrutto dalle forze azere. Tracce di bulldozer nei pressi della Chiesa del Santo Salvatore del villaggio, fondata nel 1846, indicavano che anche quell'edificio sarebbe stato in pericolo.
Le fotografie satellitari del luglio 2021 rivelarono che il centro del paese e gran parte di esso sarebbero stati rasi al suolo per la costruzione dell'autostrada Fizuli-Shusha. Avrebbero anche rivelato la distruzione della statua di Sergei Khudyakov che si trovava fuori dalla sua casa-museo. Nell'agosto 2021, le ulteriori immagini satellitari diffuse da Caucasus Heritage Watch, rivelarono che il ponte Makun del villaggio, costruito nel 1890, sarebbe stato distrutto dall'Azerbaigian.

## Monumenti e luoghi d'interesse

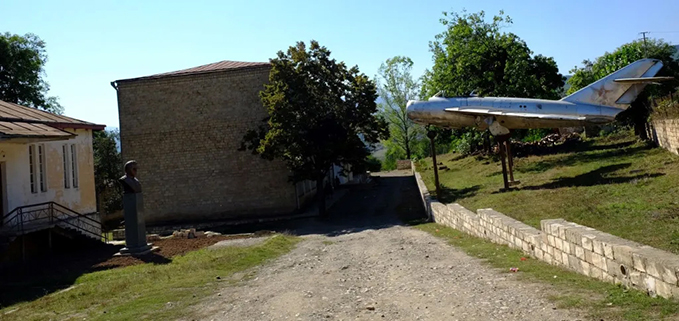
Busto di Sergei Khudyakov con un MiG-17, Mets Tagher.

I siti del patrimonio storico a Mets Taghlar e nei dintorni includono la grotta di Shmanek (armeno: Շմանեք), un villaggio risalente al periodo compreso tra il IX e il XIII secolo, una khachkar del XII-XIII secolo, un cimitero risalente al periodo compreso tra il XVII e il XIX secolo, un ponte costruito nel 1835 e la Chiesa del Santo Salvatore (armeno: Սուրբ Ամենափրկիչ Եկեղեցի, Surb Amenaprkich Yekeghetsi) costruita nel 1846. La grotta di Taghlar si trova nella parte meridionale del villaggio.

## Demografia
Nel 1886, Mets Taghlar aveva una popolazione di 2 996 abitanti, di cui 1.651 uomini e 1.345 donne, tutti armeni in 515 famiglie. Nel 1897, il villaggio aveva una popolazione di 2 849 abitanti, di cui 1.433 uomini e 1.416 donne, tutti armeni apostolici. Il villaggio contava 3.175 e 3.500 abitanti, prevalentemente armeni, rispettivamente nel 1908 e nel 1914. Il villaggio contava 1 503 abitanti nel 2005, e 1 509 abitanti nel 2015.